# 1667

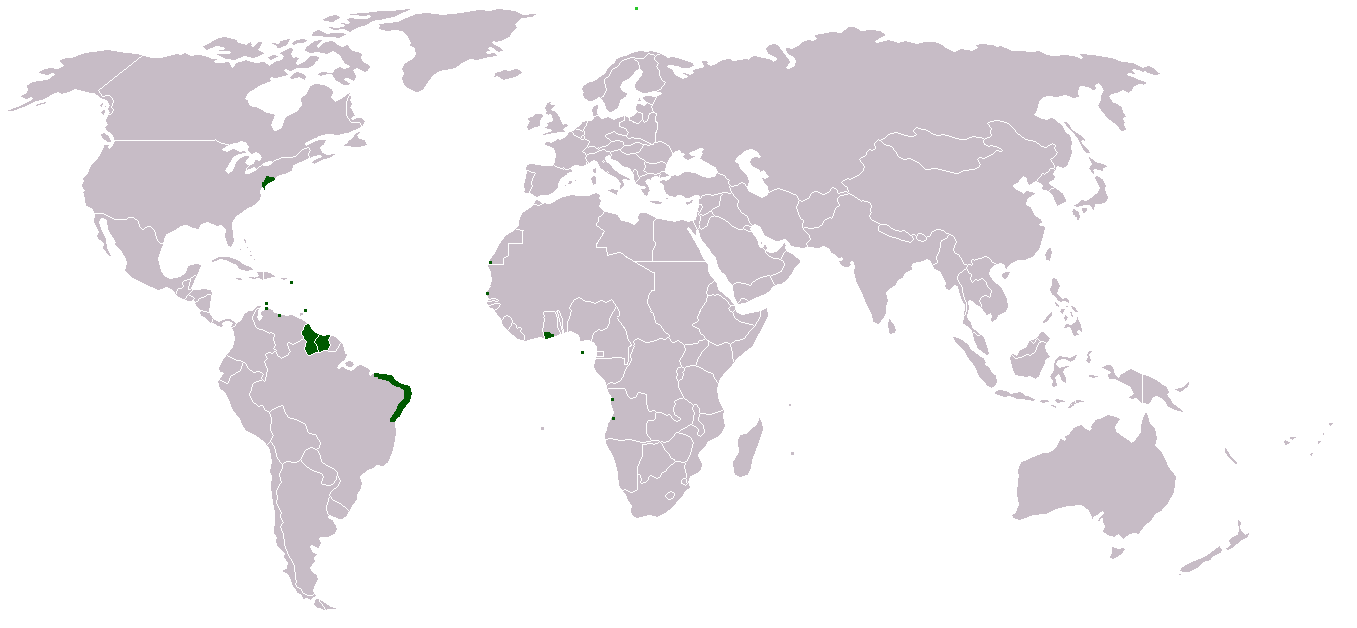
De gebieden van de WIC

Het jaar 1667 is het 67e jaar in de 17e eeuw volgens de christelijke jaartelling.

## Gebeurtenissen
- Tijdens de oorlog tussen de Nederlanden en Engeland wordt het zuidoosten van Engeland geblokkeerd.

mei
- 8 - Begin van de Devolutieoorlog tussen Frankrijk en Spanje, uitgevochten op het grondgebied van de Spaanse Nederlanden. In de loop van dit jaar zullen Valencijn, Armentiers, Binche, Charleroi, Sint-Winoksbergen, Aat, Doornik, Dowaai, Kortrijk, Kamerijk, Oudenaarde, Aalst en Rijsel worden ingenomen door Frankrijk.
- Bij Dendermonde is Lodewijk XIV gedwongen zich wegens overstromingen terug te trekken. Ook het beleg van Gent dient voortijdig opgebroken te worden.

juni
- 12 - Jean Baptiste Denis en Paul Emmeretz voeren de eerste bloedtransfusie bij een mens uit. Hij gebruikt bloed van een lam.
- 16 - De Staten-Generaal van de Nederlanden verlenen octrooi aan Christiaan Huygens voor het door hem uitgevonden slingeruurwerk.
- 17 - Een Nederlandse vloot onder Michiel de Ruyter zeilt de Medway op, verbrandt vijf oorlogsschepen en sleept het vlaggenschip van de Engelsen weg.
- 20 - Kardinaal Giulio Rospigliosi wordt verkozen tot paus en neemt de naam Clemens IX aan.

juli
- 31 - De Vrede van Breda wordt gesloten. Het moet een einde maken aan de Tweede Engels-Nederlandse Oorlog. Afgesproken wordt dat het Nederlandse Nieuw-Amsterdam officieel aan de Engelsen wordt overgedragen. De Republiek behoudt het kort voor de Vrede veroverde Suriname. De Bovenwindse Eilanden blijven ook bij de Republiek, evenals het Molukse eiland Run en een aantal forten aan de Afrikaanse westkust. Deze forten zijn nodig voor de slavenhandel. Ook worden de Engelse Scheepvaartwetten versoepeld. Verder wordt aan de Fransen het Noord-Amerikaanse Acadië teruggegeven.

augustus
- 5 - Engeland tekent de Vrede van Breda. Engeland behoudt New York, maar geeft Sint Eustatius en Saba terug. Het geeft Suriname over en Cormantijn, een basis in West-Afrika. Het versoepelt de Akte van Navigatie en geeft zijn claim op Pola Run in de Banda eilanden op. Dit is een grote overwinning voor de Republiek en vooral voor raadspensionaris Johan de Witt.

september
- 26 - Een Zeeuwse expeditie met zeven schepen onder bevel van Abraham Crijnssen verovert het Engelse fort Paramaribo in het suikerrijke Suriname.

november
- 18 - In het Verdrag van Bongaja erkent de sultan van Tidore het handelsmonopolie van de Verenigde Oostindische Compagnie.

december
- 15 - De toekomstige groothertog van Toscane, Cosimo III de' Medici, arriveert vanuit Emmerik over de Rijn in Arnhem voor een rondreis door de Nederlanden.

zonder datum
- Het Eeuwig Edict wordt aangenomen in de Raad van Leiden. Daarin wordt het stadhouderschap voor altijd afgeschaft, en wordt gesteld dat de soevereiniteit niet bij de Unie, de prins of zelfs maar bij de Staten van het gewest ligt, maar bij de individuele steden.
- Het Verdrag van Androesovo tussen Rusland en Polen wordt getekend.
- Simon Stevin komt met het eerste plan waarin wordt geopperd om de Zuiderzee en Waddenzee af te sluiten.
- De Franse minister Colbert voert een nieuw procesrecht in met de "ordonnance civile".

## Beeldende kunst
- Rembrandt schildert Het Joodse Bruidje. Het schilderij is te zien in het Rijksmuseum te Amsterdam.

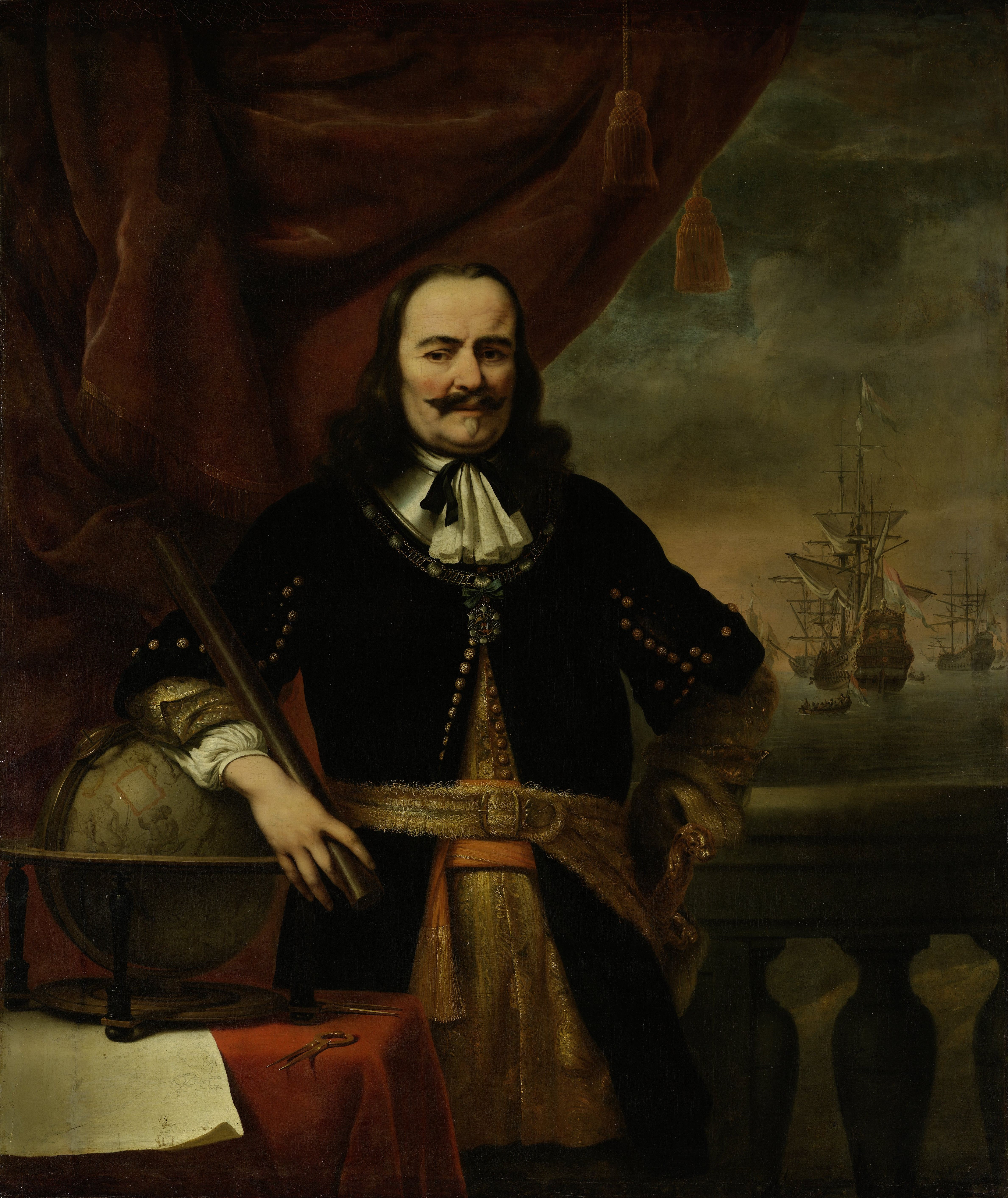
Portret Michiel de Ruyter (1667) Ferdinand Bol Nederlands Scheepvaartmuseum

## Overige kunst
- Marc'antonio Cesti brengt zijn opera Il pomo d'oro in première.

## Bouwkunst

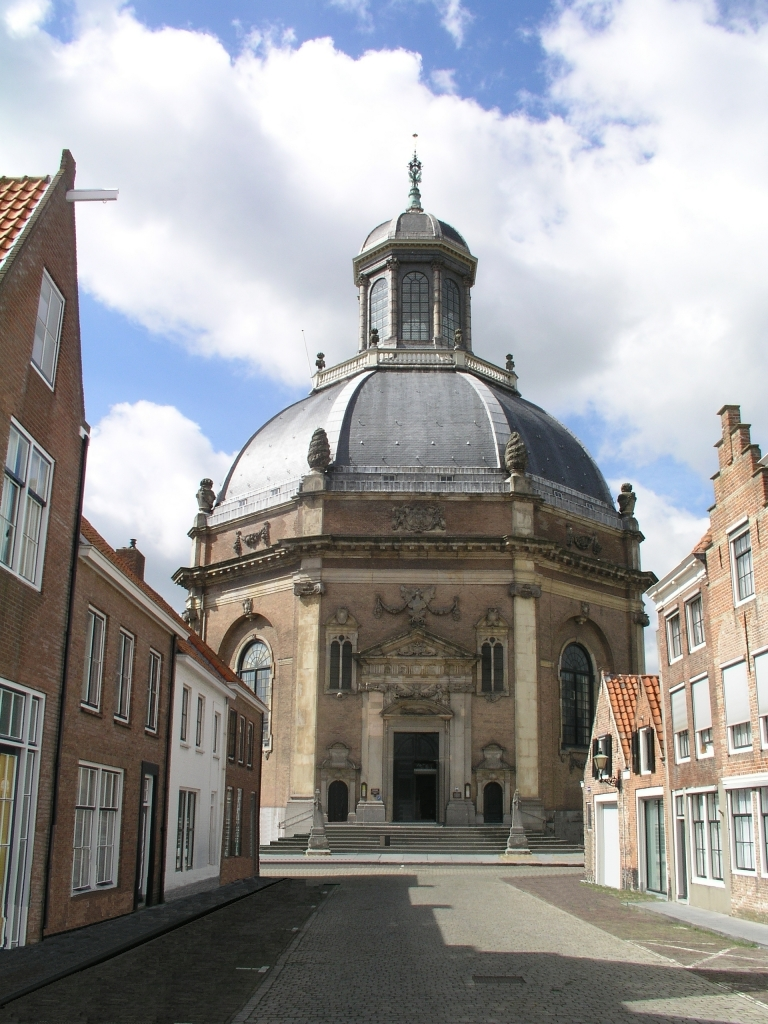
Oostkerk (Middelburg) (1667) Bartholomeus Drijfhout en Arent van 's-Gravesande
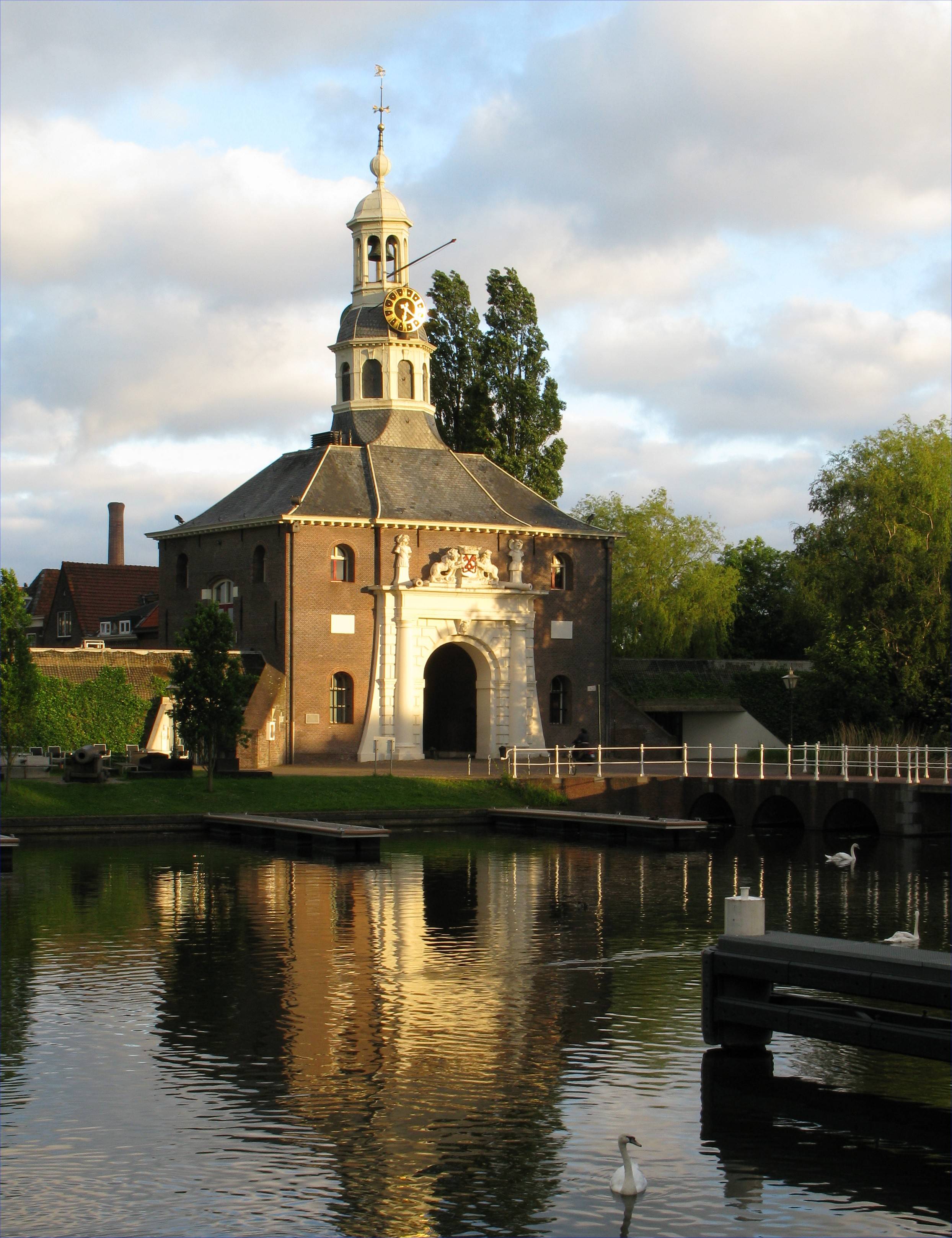
Zijlpoort (Leiden) (1667) Willem van der Helm

## Geboren
mei
- 26 - Abraham de Moivre, Frans wiskundige en statisticus (overleden 1754)

juli
- 2 - Pietro Ottoboni, Italiaans edelman en kardinaal (overleden 1740)
- 27 - Johann Bernoulli, Zwitsers wiskundige (overleden 1748)

september
- 5 - Giovanni Saccheri, Italiaans wiskundige (overleden 1733)

november
- 30 - Jonathan Swift, Iers prozaschrijver, dichter, pamflettist en satiricus (overleden 1745)

datum onbekend
- Johann Christoph Pepusch, Engels componist, muziekleraar en muziekwetenschapper van Duitse afkomst (overleden 1752)
- Christian Cavanagh, Britse vrouwelijke militair (overleden 1739)

## Overleden
januari
- 12 - Bernardus van Corleone (61), lekenbroeder

mei
- 7 - Johann Jakob Froberger (~50), Duits orgelcomponist
- 16 - Thomas Wriothesley (60), Engels adellijke
- 22 - Paus Alexander VII (68), paus van 1655 tot 1667

juli
- 28 - Abraham Cowley, Engels dichter

augustus
- 3 - Francesco Borromini (67), Zwitsers architect en beeldhouwer
- 12 - Cornelis van Poelenburch, Nederlands kunstschilder

oktober
- 24 - Govaert Wendelen (87), Vlaams sterrenkundige en priester

datum onbekend
- Gabriël Metsu